# 마이클 개스턴
마이클 개스턴(Michael Gaston, 1962년 11월 5일 ~ )은 미국의 배우이다.

## 출연 작품
- 퍼스트 리폼드 (2017)
- 스파이 브릿지 (2015)
- 레프트오버 (2014)
- 언포게터블 시즌2 (2013)
- 빅 미라클 (2012)
- 멘탈리스트 4 (2011)
- 언포게터블 시즌1 (2011)
- 멘탈리스트 3 (2010)
- 루비콘 (2010)
- 인셉션 (2010)
- 매드 맨 3 (2009)
- 허리케인 시즌 (2009)
- 프린지 (2008)
- 홈 (2008)
- 슈거 (2008)
- 더 프레지던트 (2008)
- 바디 오브 라이즈 (2008)
- 멘탈리스트 1 (2008)
- 론리 하츠 (2006)
- 제리코 (2006)
- 프리즌 브레이크 시즌1 (2005)
- 악명높은 베티 페이지 (2005)
- 스테이 (2005)
- 마인드 더 갭 (2004)
- 파 프롬 헤븐 (2002)
- 하이 크라임 (2002)
- 에드 (2000)
- 블레스 더 차일드 (2000)
- Law & Order : 성범죄전담반 1 (1999)
- 더블 크라임 (1999)
- 캅 랜드 (1997)
- 크루서블 (1996)
- 랜섬 (1996)
- 해커스 (1995)
- 서든 데쓰 (1995)
- 아마추어 (1994)
- 결혼 피로연 (1993)
- 법과 질서 (1990)